# 26 Batalion Saperów (1939)
26 batalion saperów (26 bsap) – pododdział saperów Wojska Polskiego II RP z okresu kampanii wrześniowej.
Batalion nie występował w pokojowej organizacji wojska. 29 maja 1939 2 pułk Saperów Kaniowskich sformował w alarmie 26 batalion saperów dla 26 Dywizji Piechoty.

## Struktura i obsada etatowa
Obsada personalna we wrześniu 1939:
Dowództwo batalionu
dowódca – mjr Kazimierz Wojakowski
zastępca dowódcy – kpt. Mieczysław Jarosiński
- 1 kompania saperów – por. Konstanty Smólski
- 2 kompania saperów – por. Jerzy Bagieński
- 3 zmotoryzowana kompania saperów – kpt. Kazimierz Jan Nawrot
- kolumna saperska – ppor. rez. Stanisław Zatorski